# Gabby Duran & neposedové
Gabby Duran & neposedové (v anglickém originále Gabby Duran & the Unsittables) je americký sci-fi komediální televizní seriál, který vytvořili Mike Alber a Gabe Snyder. Byl premiérově vysílán od 11. října 2019 do 26. listopadu 2021 na televizní stanici Disney Channel. Seriál je založen na knihách Duran and the Unsittables od Elise Allenové a Daryla Connerse. V hlavních rolích se objevili Kylie Cantrall, Maxwell Acee Donovan, Callan Farris, Coco Christo, Valery Ortiz a Nathan Lovejoy.

## Příběh
Gabby Duran je odvážná a vynalézavá dívka, která se neustále cítí, jako by žila ve stínu své úspěšné matky Diny a inteligentní mladší sestry Olivie, a to i přesto, že se přestěhovaly do Havensburgu v Coloradu. Tam Gabby dostane od ředitele Swifta za úkol hlídat skupinu mimozemských dětí, které se schovávají na Zemi se svými rodinami a které jsou přestrojeny za normální děti. Gabby přistoupí na výzvu, aby ochránila tyto mladé lidi a jejich tajné identity a aby dokázala, že je nejlepší chůva v galaxii.

## Obsazení

### Hlavní role
| Kylie Cantrall       | Gabby Duran (český dabing: Klára Nováková)       |
| Maxwell Acee Donovan | Wesley (český dabing: Jan Köhler)                |
| Callan Farris        | Jeremy (český dabing: Daniel Vano)               |
| Coco Christo         | Olivia Duran (český dabing: Magdalena Müller)    |
| Valery Ortiz         | Dina Duran (český dabing: Kristina Jelínková)    |
| Nathan Lovejoy       | Ředitel Swift (český dabing: Svatopluk Schuller) |

### Vedlejší role
| Kheon Clarke  | Julius                                  |
| Elle McKinnon | Sky (český dabing: Karolína Křišťálová) |
| Mia Bella     | Kali                                    |
| Bracken Hanke | Susie Glover (1. řada)                  |
| Laara Sadiq   | Orb, hlas (český dabing: Petra Hobzová) |
| Jeremy Davis  | otec Sky (2. řada)                      |
| Sabrina Pitre | Fritz, hlas (2. řada)                   |
| Ricardo Ortiz | Jace (2. řada)                          |

### Hostující role
| Dan Payne | Bruce Duran |

## Vysílání
| Řada | Díly | Premiéra v USA | Premiéra v USA     | Premiéra v ČR      | Premiéra v ČR     |
| Řada | Díly | První díl      | Poslední díl       | První díl          | Poslední díl      |
| ---- | ---- | -------------- | ------------------ | ------------------ | ----------------- |
| 1    | 20   | 11. října 2019 | 20. března 2020    | 18. května 2020    | 23. září 2020     |
| 2    | 21   | 4. června 2021 | 26. listopadu 2021 | 29. listopadu 2021 | 24. prosince 2021 |

## Produkce
Dne 3. srpna 2018 televizní stanice Disney Channel objednala produkci první řady nového sci-fi komediálního seriálu, jež by měl mít premiéru v roce 2019. Produkce seriálu, jehož showrunnery a vedoucími producenty se stali Mike Alber a Gabe Snyder, probíhala ve Vancouveru v Kanadě. Vedoucím producentem se stal také Joe Nussbaum, přičemž režii prvního dílu seriálu dostala na starosti Nzingha Stewart. Dne 2. srpna 2019 bylo oznámeno, že seriál bude mít premiéru v říjnu 2019. Stanice Disney Channel upřesnila téhož měsíce datum premiéry na 11. říjen 2019; seriál produkovala společnost Gabby Productions. Dne 7. října 2019 byla pár dní před premiérou první řady objednána řada druhá, jež měla premiéru 4. června 2021. Dne 6. prosince 2021 byl seriál po dvou odvysílaných řadách zrušen.